# Sandra Werneck
Sandra Werneck (Rio de Janeiro, 5 de maig de 1951) és una directora de cinema brasilera.
Nascuda a Rio de Janeiro, és néta de l'antic diputat federal Frederico Virmond de Lacerda Werneck i besnéta de Baró de Paty dos Alferes, Francisco Peixoto de Lacerda Werneck. La seva pel·lícula més reeixida va ser Cazuza - O Tempo Não Para.

## Filmografia
- 1976 - Bom Dia Brasil (documental)
- 1980 - Ritos de Passagem (documental)
- 1984 - Pena Prisão (documental)
- 1986 - Geléia Geral (curtmetratge)
- 1987 - Damas da Noite (documental)
- 1989 - Canal Click (curtmetratge)
- 1991 - A Guerra dos Meninos (documental)
- 1992 - Pornografia (curtmetratge)
- 1993 - Profissão Criança (documental)
- 1994 - Pintinho (curtmetratge)
- 1994 - Canudos - "As Duas Faces da Montanha" (curtmetratge)
- 1997 - Pequeno Dicionário Amoroso (llargmetratge)
- 2001 - Amores Possíveis (llargmetratge)
- 2001 - Comercial BR Distribuidora - Continuação Amores Possíveis (Film publicitari)
- 2001 - Ana Carolina - "Pra Terminar" (Videoclip)
- 2004 - Cazuza - O Tempo Não Pára (llargmetratge)
- 2006 - Meninas (documental)
- 2010 - Sonhos Roubados (llargmetratge)
- 2015 - Pequeno Dicionário Amoroso 2 (llargmetratge)
- 2016 - Os Outros (documental)
- 2017 - Mexeu com uma, mexeu com todas (documental)
- 2020 - You Tubers (documental)
- 2022 - Pornografia (amb Murilo Salles)[2]